# 미꾸리과
미꾸리과(Cobitidae)는 잉어목에 속하는 조기어류 물고기이다. 민물에 사는 물고기 과로 유라시아 전역과 모로코에서 발견된다. 강에서 서식한다.

## 하위 분류
- Acanthopsoides - 말머리미꾸리(Horse face loach)
- Acantopsis
- Bibarba
- Canthophrys
- 기름종개속 (Cobitis) - 기름종개, 미호종개, 하늘종개
- 참종개속 (Iksookimia) - , 부안종개, 왕종개, 참종개
- 좀수수치속 (Kichulchoia) - 수수미꾸리, 좀수수치
- 새코미꾸리속 (Koreocobitis) - 새코미꾸리, 얼룩새코미꾸리
- Kottelatlimia
- Lepidocephalichthys
- Lepidocephalus
- Microcobitis
- 미꾸리속 (Misgurnus) - 미꾸라지, 미꾸리
- Neoeucirrhichthys
- Niwaella
- 판지오속 (Pangio) - 쿨리 로치
- Paralepidocephalus
- Paramisgurnus
- Protocobitis
- Sabanejewia
- Theriodes